# ジョン・カーライル

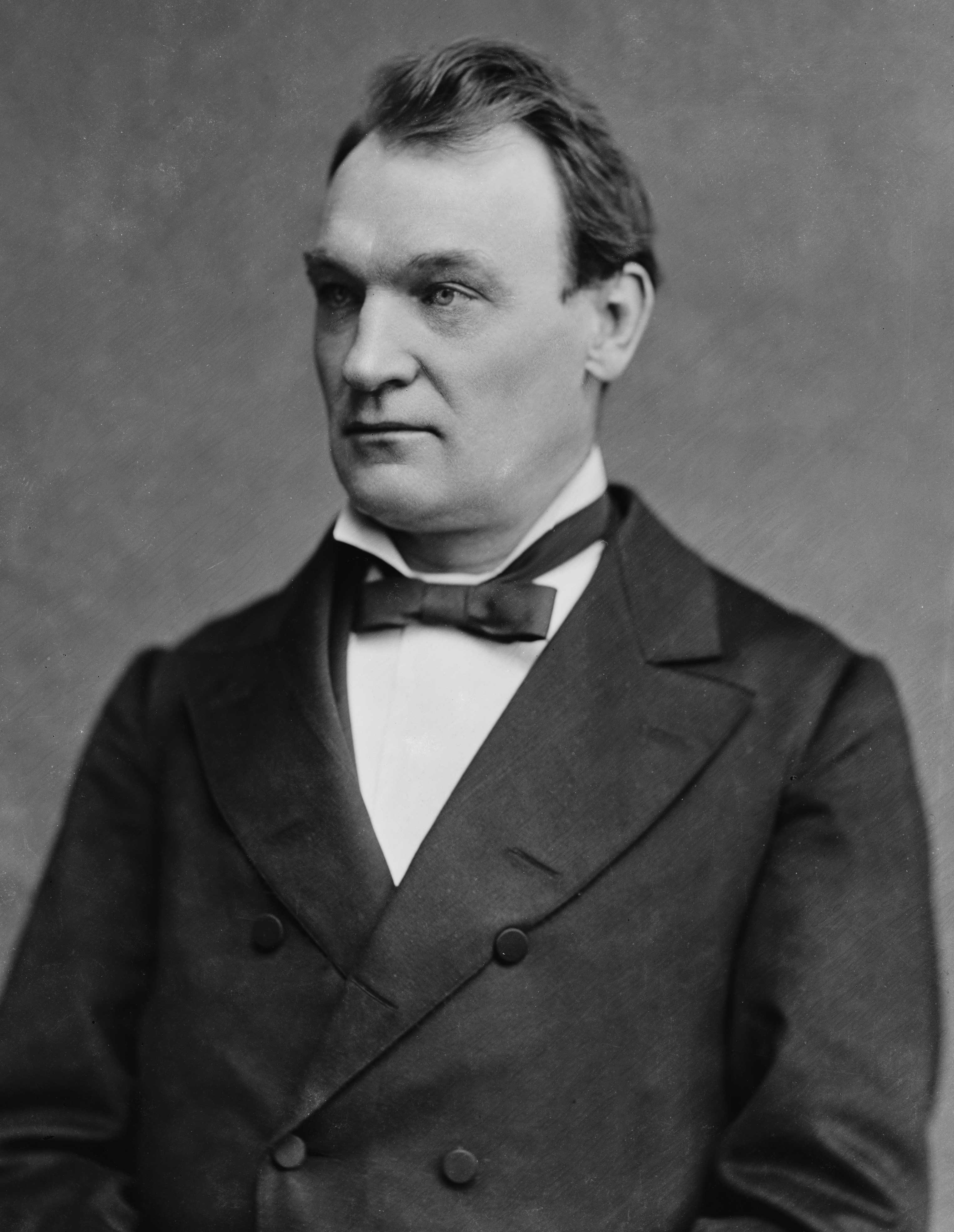
ジョン・グリフィン・カーライル

ジョン・グリフィン・カーライル（John Griffin Carlisle, 1834年9月5日 - 1910年7月31日）は、アメリカ合衆国の政治家。1883年から1889年までアメリカ合衆国下院議長を務め、1893年から1897年までアメリカ合衆国財務長官を務めた。

## 生涯
1834年、カーライルはケンタッキー州ケントン郡で誕生した。カーライルは同州コビントンで弁護士となり、後のケンタッキー州知事ジョン・スティーブソンの下で公的生活を送った。カーライルは南北戦争において中立の立場をとったために政治的困難に直面したが、1860年代の大部分をケンタッキー州議会に費やし、ケンタッキー州下院議員を1期、ケンタッキー州上院議員を2期務めた。そしてカーライルは1871年にケンタッキー州副知事に選出された。
ケンタッキー州副知事の任期を1875年に満了すると、カーライルはアメリカ合衆国下院の議席を獲得した。カーライルは銀貨の流通に賛成の立場をとったが、銀の自由鋳造には反対の立場をとり、通貨価値と為替相場の安定のためには関税の税率を引き下げることが重要であると主張した。カーライルは民主党で低関税を主張する陣営のリーダーとなり、同党内で保護貿易を主張したサミュエル・ランダルと対立した。1883年、カーライルはランダルとアメリカ合衆国下院議長の座を争い、民主党に所属する下院議員による選挙により、カーライルが下院議長に選任された。
アメリカ合衆国議会において人気や評判の高かったカーライルは、大統領候補としてその名前が挙げられたが、民主党は党大会において1880年にウィンフィールド・ハンコックを、1884年にグロバー・クリーブランドを、大統領候補として推薦した。これは、南北戦争においてケンタッキー州がアメリカ連合国を承認していたことに不快感を示した党員がいたためであった。カーライルは1892年にも民主党の大統領候補として名が挙げられたが、このときにはカーライルがクリーブランドを支持する立場を表明し、辞退を申し出た。
1890年、カーライルはジェイムズ・ベックの死去により空席となったアメリカ合衆国上院の議席を埋めるため、上院議員に任命された。その後1892年、大統領に選出されたクリーブランドがカーライルを財務長官に指名すると、カーライルはこれを受諾し、上院議員を辞任した。
カーライルが財務長官に就任した直後、アメリカ経済は1893年恐慌に襲われ、カーライルの政治生命は危機に瀕した。これによりカーライルは銀貨の鋳造を停止する決断を余儀なくされ、アメリカ経済は金本位制へ移行することとなった。また政治的立場から、関税を引き下げるウィルソン・ゴーマン関税法にも反対せざるを得なくなった。これら2つの政治決断は民主党内で大きな反発を買い、対立した。1896年の大統領選挙では民主党候補ウィリアム・ブライアンに反対の立場を表明し、国民民主党のジョン・パーマーを支持した。
政治的に嫌忌されたカーライルは1897年に財務長官を離任し、ニューヨークへ移り住んだ。カーライルはそこで弁護士として余生を送った。